# 米克尔·拉菲斯
米克尔·拉菲斯（瑞典語：Michel Lafis，1967年9月19日—），瑞典男子自行车运动员。他曾代表瑞典参加1988年、1992年、1996年和2000年夏季奥林匹克运动会自行车比赛，获得一枚铜牌。